# Torreón de Fortea
El torreón de Fortea es una pequeña torre medieval de estilo mudéjar de la ciudad española de Zaragoza. Es el mejor ejemplo que conserva la ciudad de arquitectura civil mudéjar del siglo XV. En la actualidad pertenece al ayuntamiento de la ciudad y alberga una sala de exposiciones y servicios. Fue declarado Bien de interés cultural el 17 de abril de 1972.
Es una torre cuadrada con basamento de piedra y paredes de ladrillo cara vista. De planta cuadrada y zócalo en piedra, los vanos de la segunda planta son ventanas bíforas. La galería superior de arquillos separada por una sutil imposta, es uno de los modelos de La Lonja.
Ha sido restaurado por Ángel Peropadre y en la actualidad alberga diversos servicios de cultura, sociedad y juventud, además de ser utilizado para cursillos y exposiciones.